# Sule
 Denne artikel omhandler den specifikke art sule. For familien, se suler.
Sulen (Morus bassanus) er en havfugl, der i Danmark mest ses efterår, vinter og forår. Den yngler på fuglefjelde i Nordatlanten, f.eks på Mykineshólmur vest for Mykines på Færøerne. Om sommeren er det kun ikke-kønsmodne ungfugle, der ses i danske farvande. Sulen ses især langs Jyllands vestkyst.
Dens længde er 85-97 cm lang og dens vingefang er 170-192 cm. Dens levealder er 16-20 år.
Sulen lever hovedsagelig af fisk på op til 30 cm, f.eks sild, makrel, tobis, torsk og blæksprutte. Dens jagtteknik består i at kredse over havet og så pludseligt klappe vingerne sammen og foretage et imponerende styrtdyk, hvor den sommetider kommer flere meter ned under havoverfladen. Den kan forfølge byttet under vand i op til 20 sek. og dykke ned til dybder på op til 22 meter.
Sulen yngler første gang, når den er 5 eller 6 år gammel, og den er monogam. Suler yngler i kolonier på utilgængelige fuglefjelde eller på ubeboede øer og lægger kun ét æg, som magerne udruger i fællesskab på 44 dage. Ungerne er flyvefærdige i en alder af ca. 90 dage.

## Kendetegn
Den voksne sule har en længde på 85-97 cm og et vingefang 170-192 cm. Den er iøjnefaldende med sin slanke kropsbygning, sine lange smalle vinger og sit lange spidse næb. Er herudover som udfarvet meget karakteristisk i sin hvide fjerdragt med gulligt hoved og sorte vingespidser. Dragtens lysende hvidhed gør, at den er genkendelig på meget stor afstand.
De juvenile fugle har en mørk gråbrun dragt og små hvide pletter på store dele af fjerdragten. Deres udfarvning til voksendragt tager fra 4 til 6 år. Fældningen sker fortløbende og med en del individuel variation i tidsforløbet.
Sulen er fremragende til glideflyvning og styrtdykning. Flugten foregår i roligt vejr glidende på hvælvede vinger med serier af korte vingeslag. Ved større vindstyrke rider den i stigende grad stift på vinden i brede buer. Den kan ofte observeres i smågrupper, der flyver på linje.
Forveksles ofte med svartbag og de mørkere yngre fugle kan desuden minde om skråper, men sulen er betydeligt større.

## Udbredelse
Ungfuglene og et mindre antal af de voksne fugle overvintrer ved kystfarvandene i Vestafrika, mens de fleste af de voksne fugle overvintrer på det åbne hav i Nordatlanten.
Sulerne yngler overvejende i ca. 50 kolonier i Nordatlanten, hvor fuglen yngler med hovedforekomster ud for Skotland, Irland, Island og New Foundland, Norge og i mindre forekomster i Frankrig, Færøerne og Tyskland, Helgoland. Ca. halvdelen af verdensbestandens 460.000 fugle yngler i Skotland.
Pladserne i kolonierne besættes allerede fra slutningen af januar, i Nordisland lidt senere.
I starten af 1800-tallet var bestanden på omkring 170.000 par, men systematiske indsamlinger af de fede unger betød, at arten gik voldsomt tilbage op gennem 1800-tallet. I 1894 var der kun omkring 50.000 par tilbage. Denne udvikling resulterede heldigvis i en totalfredning af sulen, som siden har været i konstant fremgang.